# Christopher Beck
Christopher Beck (* 12. November 1984 in Forst (Lausitz)) ist ein ehemaliger deutscher Fußballspieler.

## Karriere
In seiner Jugend besuchte Beck die Lausitzer Sportschule Cottbus und spielte für den TV 1861 Forst und LR Ahlen. In Ahlen gelang ihm jedoch nicht der Sprung in die Profimannschaft, sondern er wurde dort lediglich in der zweiten Mannschaft eingesetzt. 2005 wechselte er in die Oberliga zum SC Verl. Mit Verl gelang ihm 2007 der Aufstieg in die Regionalliga. Nach dem Abstieg ein Jahr später ging er zu Dynamo Dresden. Bei den Dresdnern bestritt er ein Spiel in der Dritten Liga und spielte sonst für die zweite Mannschaft. 2009 wechselte er zum Regionalligisten FC Oberneuland. 2010 ging er nach Thüringen zu Wacker Nordhausen. Ab Sommer 2012 spielte Beck für den Bischofswerdaer FV 08. Nach einer Saison wechselte er in die Kreisoberliga zum Hainsberger SV. 2018 gab er ein kurzes Comeback beim Hainsberger SV und ging Anfang 2019 zum Sachsenligist Großenhainer TV 90, bevor er seine aktive Laufbahn beendete.
Ab Sommer 2020 war Christopher Beck Co-Trainer des SC Freital, dem Nachfolgeverein des Hainsberger SV. Zusammen mit Paul Rabe und Marian Weinhold übernahm Beck zum 1. Juli 2024 das Amt des Cheftrainers.
Beck ist gelernter Industriekaufmann. Darüber hinaus hat er im Juli 2022 eine Ausbildung zum staatlich anerkannten Erzieher bei der Diakonie Stadtmission Dresden abgeschlossen. Seitdem arbeitet er Erzieher in einer Kindertagesstätte.